# Stefan Schmidl
Stefan Schmidl (* 21. April 1974 in Bad Sauerbrunn) ist ein österreichischer Musikwissenschaftler.

## Leben und Forschungen
Stefan Schmidl studierte Musikwissenschaft und Kunstgeschichte an der Universität Wien, promovierte 2004 und ist seitdem an der Österreichischen Akademie der Wissenschaften tätig. 2013 wurde er als Professor für Theorie und Geschichte der Musik an die Musik und Kunst Privatuniversität der Stadt Wien berufen. Neben historisch-kritischen Editionen von Filmmusik leitete er u. a. drittmittelgeförderte Forschungsprojekte über die Wien-Film zwischen 1939 und 1945, den Filmmythos Wachau, die Filmmusik von Johannes Fehring sowie das Österreichisch-Deutsche Melodrama und seine Filmmusik. Schmidl konzipiert und moderiert außerdem seit 2021 das Sendeformat Träume, Illusionen, Gefühle – Musik im Kino auf radio klassik Stephansdom.

## Monografien
- Swingin’ Cinema. Johannes Fehring und seine Filmmusik. Hollitzer, Wien 2024, ISBN 978-3-99094-271-0.
- Filmmythos Wachau. Die Inszenierung einer Landschaft. Hollitzer, Wien 2022, ISBN 978-3-99094-189-8.
- mit Werner Telesko: Die ewige Schlacht. Stalingrad-Rezeption als Überwältigung und Melodram. edition text+kritik, München 2022, ISBN 978-3-96707-781-0.
- mit Werner Telesko: Beethoven und die Bilder der Musik. Vergegenwärtigung, Technizität und Blicklenkung – vom frühen 20. Jahrhundert bis heute. Hollitzer, Wien 2020, ISBN 978-3-7069-1058-3.
- mit Werner Telesko und Susana Zapke: Beethoven visuell. Der Komponist im Spiegel bildlicher Vorstellungswelten. Hollitzer, Wien 2020, ISBN 978-3-99012-790-2.
- The Film Scores of Alois Melichar. Studies in the Music of Austro-German Cinema 1933–1956. Morawa, Wien 2018, ISBN 978-3-99084-003-0.
- Evokationen der Nation. Europäische Landschaften in symphonischer Musik. Schott, Mainz 2017, ISBN 978-3-95983-123-9.
- mit Werner Telesko: Der verklärte Herrscher. Leben, Tod und Nachleben Kaiser Franz Josephs I. in seinen Repräsentationen. Praesens, Wien 2016, ISBN 978-3-7069-0877-1.
- Jules Massenet. Sein Leben, sein Werk, seine Zeit. Schott, Mainz 2012, ISBN 978-3-254-08310-4.

## Editionen
- Willy Schmidt-Gentner, Der Postmeister (Filmmusik in historisch-kritischen Editionen, Band 02). Verlag Filmarchiv Austria, Wien 2021.
- Franz Grothe, Die Frau meiner Träume (Filmmusik in historisch-kritischen Editionen, Band 01). Verlag Filmarchiv Austria, Wien 2021.

## Herausgegebene Bücher
- (Hg. mit Agnes Brandtner und Katharina Loose-Einfalt) „… eine Quelle von vielen Vergnügungen“. Schubert am Land. Der Komponist und Atzenbrugg, Hollitzer, Wien 2024.
- (Hg. mit Richard Kurdiovsky) Das Wiener Konzerthaus 1913–2013 im typologischen, ikonographischen und performativen Kontext Mitteleuropas, Verlag der Österreichischen Akademie der Wissenschaften Wien 2020.
- (Hg. mit Susana Zapke) Partituren der Städte. Urbanes Bewusstsein und musikalischer Ausdruck, Transcript, Bielefeld 2014.
- Die Künste der Nachkriegszeit. Musik, Literatur und bildende Kunst in Österreich , Böhlau, Wien, Köln, Weimar 2013.